# ヴィム・デルボア
ヴィム・デルボア(1965年、西フランデレン州ウェルヴィク生まれ) は、独創的で哲学的な発想や、革新的な素材の使い方と職人技の情熱を組み合わせたネオ・コンセプチュアル・アートの作品で広く知られているベルギーの芸術家である。
ゴシック様式など伝統的な芸術と現代美術とを組み合わせた作品を多く創り出し、空気力学的な構造で数学的に精密で複雑な造形芸術を得意としている。また、芸術とデザインを新たな領域に広げることを提案し、現代社会に対する鋭い洞察と遊び心のある考察を作品を通して表現している。
批評家のロバート・エンライトは美術雑誌「ボーダー・クロッシングス」の中で「彼は美しさがどのように創られるかという私たちの考えを覆させる芸術制作に取り組んでいる」と批評した。
デルボアは身体機能やスカトロジーから、現在の市場経済における芸術の役割までさまざまなテーマに興味を示し、その作品は多岐に渡る。
現在ベルギーのヘントで芸術活動を行っている。

## 生い立ち
デルボアはベルギーの西フランデレン州のウェルヴィクで生まれ育った。
宗教的な教育を受けていなかったが、カトリック教会の建築様式の影響を受けるようになった。
ニューヨーク・タイムズのマイケル・エイミーとのインタビューで、デルボアは「自分が子供の頃、大勢の人々が一つの彫像の後ろで行進したり、絵画や彫刻で飾られた祭壇画の前でひざまずいたりしていたことを鮮明に覚えています。最初私はこれらの作品に潜む発想に全く気が付きませんでしたが、絵画や彫刻が非常に重要であることをすぐに理解するようになりました。」と述べている 。彼は何度も両親と一緒に展覧会へ行き、最終的に絵を描くことの愛がつのり、ベルギーにあるヘント王立美術学院へ入学した。デルボアはベルギーの芸術学生に対する悲観的な期待が自分自身を解放し、本質的に「駄目元である」と気付かせたと語る。
その後、壁紙と絨毯の上に絵を描くことを始め、既存の模様を塗りながら当時の美術界で活発だった自由な表現への傾向に逆らった。

## 経歴
デルボアの芸術的探求は美術史のさまざまな側面を網羅していて、ゴシック建築や19世紀の彫刻、ヒエロニムス・ボスやピーテル・ブリューゲル (子)、アンディ・ウォーホルの作品からも発想を得て、同時にありふれた日用品の美しさを明らかにしている。
尊敬と不敬との間を行き来するバロック建築の手法を使って、デルボアの想像力を掻き立てるモチーフを適切に用いたり捻じ曲げたりして作品を創り出す。
デルボアは芸術作品の創作行為そのものよりも、作品の背後にある理論に最初に惹かれるので、彼は自分自身を概念の創始者だと捉えている。 1990年以降、デルボアの専属人が作品の大多数を制作している。 
1980年代後半、デルボアはオランダの伝統的な装飾(デルフト陶器の模様や紋章など) を、シャベルやガスボンベ、アイロン台などの日常的な物に応用することを始めた。 
1992年に開催されたドクメンタIXで自身の排泄物を撮影した写真を用いた対称的な彩釉タイルの作品「モザイク」を発表し、国際的な評価を得た。 ドクメンタIXの主催者であるヤン・フートは、「彼の強みは、美術と民俗芸術を組み合わせ、真剣さと皮肉を対比させることで対立を巧みに演出する能力にある」と主張した 。
1990年代に彼は豚の皮にタトゥーを入れるという大胆な実験に乗り出した。 彼はバイカーやパンクロッカーが入れるような頭蓋骨、短剣、蛇、ハート、ハーレーダビッドソンのロゴなどのタトゥーが施された生きた豚と豚の乾燥した皮を展示した。 
2004年にルイ・ヴィトンの模様やディズニープリンセスの絵が彫られた豚のぬいぐるみを展示し、タトゥー・アートの可能性を拡大させた。 豚の皮にこれらの象徴的な装飾をすることで、デルボアはブランドの商業的価値について考えさせられる疑問を提起し、消費者社会の従来の予想に批判している。
2000年代以降、デルボアは芸術の批評的機能を過激化させ、商品芸術の限界を探求し、クロアカ計画を立ち上げた。 クロアカは食物の摂取から排泄まで、人間の消化器を似せた機械であり、実際の科学的および技術的専門知識に基づいている。 腸は酸や消化液、細菌、酵素を含む連続した容器で構成されていて、37.2°Cの温度に保たれている。ミスター・クリーンとコカ・コーラのロゴを組み合わせたようやロゴが特徴の「クロアカ」は比喩ではなく、現代経済の仕組みを具体化したものである。 クロアカへの給餌は、付加価値を詰めた商業の大量生産を反映した製品の無駄を表している。 新たな芸術作品を生み出す芸術作品として、それは逆説的に新たな商業的付加価値を獲得し、終わりのない相場操縦の可能性を明らかにしている。
2000年代初頭から進化させてきた一連のゴシック様式を用いた作品で、過去の芸術様式の探求と記念碑性との間の微妙なバランスを維持している。ゴシック様式を強調し、それを現代的なテーマと工業技術で解釈することで、現代建築の新しい形を創造することを目指している。 レーザーカットされた耐候性鋼で作られた作品は、ゴシック・リヴァイヴァル建築のトレーサリー窓を再現している。 作品の装飾は、装飾的な引用としてではなく、現代における価値と永続性を示す模様として使われている。

## クロアカ

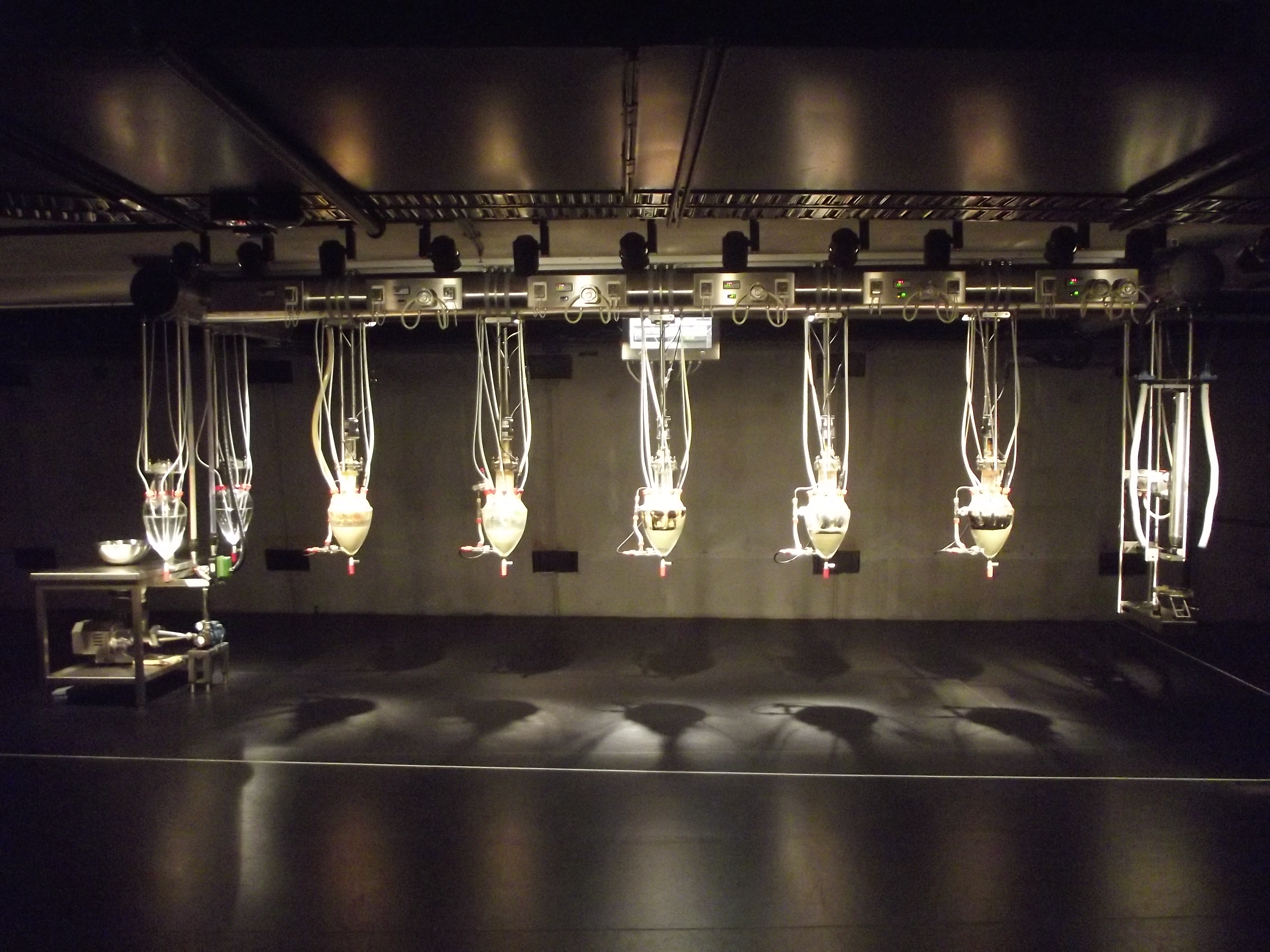
クロアカはオーストラリアにあるMONA美術館で常設展示されている。

デルボアの代表作は消化機械であるクロアカであろう。これは消化器官の配管に詳しい専門家と共に8年間の考慮の末にアントワープ現代美術館で発表された 。ベルギーの高級料理が好きな人曰く、クロアカは食物を糞便に変える巨大な設備であり、デルボアはこの作品のおかげで消化過程を調査することができた。
始め食物は透明な器(口)から、いくつもの組立機械のような装置を経て、最終的にシリンダーを通って液体と分離され硬い物質になる 。
デルボアはまるで本物のように臭う「それ」を集め、小さな樹脂の瓶の中に吊るし、ヘントにある工房で販売している。デルボアは自分自身のひらめきについて聞かれた時、現代の生活は無価値であると答えた。
彼が作ることができる一番の無駄なものは何の役にも立たない機械であり、さらに食品の廃棄を減らした。
クロアカにはさまざまな種類があり、クロアカ・オリジナル、クロアカ・ニュー&インプルーブド、クロアカ・ターボ、クロアカ・クアトロ、クロアカN°5、クロアカ・パーソナルなどである 。デルボアは展示会のお土産として特別な印刷されたトイレットペーパーも販売している。2016年には2007年にルクセンブルクのMUDAM美術館で展示された5ロールのトイレットペーパーがオンラインにて300ドルで転売された。

### MONA美術館に委託されたクロアカ
以前、デルボアはキュレーターが適切にクロアカを維持しないと信じていたため、美術館に販売することはないと主張していたが、MONA美術館の館長であるデヴィット・ウォルシュとの2年間の話し合いの末、MONA美術館専用の特別なクロアカを造ることが決まった。その作品は特別に天井から吊り下げられている。

## 芸術牧場
デルボアは1992年からアメリカの屠畜場から得た豚の皮にタトゥーを入れ始めたが、生きた豚にタトゥーを入れ始めたのは1997年からだった。 彼は物理的にも経済的にも当てはまる「豚は文字通り価値が増す 」という考えに興味を持っていたので、 最終的に2004年に中国にある芸術農場に活動場所を移した。 豚には頭蓋骨や十字架などの些細なものから、ルイ・ヴィトンの模様や豚の解剖学に基づいたものまで、さまざまなデザインが彫られている 。美術雑誌であるアート・アジア・パシフィックのポール・ラスターとのインタビューで、デルボアは生きた豚にタトゥーを入れる経過について、「豚を落ち着かせて毛を剃り、ワセリンを皮膚に塗る」と説明した 。

## ゴシック様式の作品
デルボアは「ゴシック様式」の作品でも有名である。 2001年にデルボアは放射線科医の協力を得て友人数名に少量のバリウムを体に塗らせ、レントゲン撮影室で性行為をさせた。 その後、古典的なステンドグラスの代わりにゴシック様式の窓枠を埋めるために様々な種類のレントゲンを撮った。 デルボアはX線撮影は身体を機械に変換すると示唆している。 デルボアは実験に参加していないときは、別の部屋にあるパソコンから観察し、被験者がいつも通りの性行為ができる十分な距離を保っていて、この実験全体を「非常に医学的で、非常に無菌的」と評した。 
デルボアはまた17世紀のフランドル・バロック様式の建設現場でよく見られる車（ミキサー車やブルドーザーなど）を模したレーザーカットで作られた巨大な鉄の作品も制作している。 これらの作品は「ゴシック様式の細金細工に中世の職人技」を組み合わせている。 デルボアは現代機械の重厚で荒々しい力と、ゴシック建築に関連する繊細な職人技を融合させたと言う。
2013年にニューヨークで開催された展覧会で、デルボアはメビウスの輪やロールシャッハ・テストなどの形状を建築的・比喩的な参照に組み合わせた精巧なレーザーカットされた作品を展示した。

## 収蔵・展示されている美術館
- ヘント市立現代美術博物館、ベルギー、ヘント
- ケントカルティエ財団、フランス、パリ
- アムステルダム市立美術館、オランダ、アムステルダム
- グッゲンハイム美術館、アメリカ、ニューヨーク
- MUDAM美術館、ルクセンブルク、ルクセンブルク市
- アントワープ現代美術館、ベルギー、アントワープ
- サンディエゴ近代美術館、アメリカ、サンディエゴ
- ルーヴル美術館、フランス、パリ
- ポンピドゥー・センター、フランス、パリ
- MONA美術館、オーストラリア、タスマニア
- マーグリーズ・コレクション、アメリカ、マイアミ
- サラマ・ビント・ハムダン・アル・ナヒヤーン財団、アラブ首長国連邦、アブダビ
- ウフィツィ美術館、イタリア、フィレンツェ

## 個展
- ウィム・デルボア展、テヘラン現代美術館、2016年3月7日〜2016年5月13日、イラン、テヘラン
- ヴィム・デルボア展、MUDAM美術館、2016年7月2日〜2017年1月8日、ルクセンブルク、ルクセンブルク市[13]
- ヴィム・デルボア展、ティンゲリー美術館、2017年6月14日〜2018年1月1日、スイス、バーゼル[14]